# أبكش (دير)
أبكش (بالفارسية: آبکش) هي قرية تقع في قسم آبكش الريفي (مقاطعة دير) في إيران. يقدر عدد سكانها بـ 750 نسمة بحسب إحصاء 2016.